# Рыбка, Александр Евгеньевич
Алекса́ндр Евге́ньевич Ры́бка (укр. Олександр Євгенович Рибка; род. 10 апреля 1987, Киев) — украинский футболист, вратарь. Выступал за сборную Украины. В начале 2012 года был отстранён УЕФА на два года от любых официальных матчей за употребление запрещённого препарата фуросемида (мочегонное). Все апелляции были отклонены. В начале 2014 года возобновил карьеру.

## Биография
Кроме футбола, в детстве играл в хоккей, теннис и баскетбол. Александр даже стал чемпионом Украины по баскетболу, когда ему было 11 лет. Баскетбол показал лучшие стороны игрока, такие как прыгучесть и уверенную ловлю мяча. Игрока заметил тренер динамовской школы Виктор Иосифович Кащей. Рыбка сначала играл в нападении, потом — в воротах. В главной команде «Динамо» дебютировал в сезоне 2005/06.
Стал известен после молодёжного чемпионата Европы 2006 в Португалии. Хотя основным вратарём во всех играх был Андрей Пятов, тренер Алексей Михайличенко решил выпустить именно Александра Рыбку на серию пенальти в полуфинале против Сербии и Черногории. Игрок отбил первый удар (Янковича), и в итоге после 5 ударов счёт был 4:4, в первом дополнительном круге удар Пуровича летит выше. Таким образом, Рыбка приносит победу Украине.
26 сентября 2006 года дебютировал в еврокубках, выйдя на замену в выездной игре Лиги чемпионов против «Реал Мадрид», поскольку красную карточку получил Александр Шовковский. На 90-й минуте матча пострадал от столкновения с испанским защитником Серхио Рамосом, но сумел вернуться на поле и доиграл поединок. После игры врачи констатировали у вратаря сотрясение мозга.
В ноябре 2006 года становится главным героем скандала: в игре 18-го тура первой лиги «Динамо-2» — ЦСКА (Киев) на 58-й минуте во время атаки армейцев Рыбка выбежал на перехват мяча за пределы штрафной. Футболист ЦСКА Сергей Матюк бил по мячу ногой, а Рыбка пытался выбить его головой. В результате Матюк попал и по мячу, и по лицу вратаря, рассёк его шипами. После этого Рыбка (предполагают, что в состоянии аффекта) начал бить лежащего соперника ногами, за что был сразу удалён с поля. Затем в дело вмешался главный тренер ЦСКА Юрий Максимов, который ударил Рыбку рукой по лицу. Таким образом, Александр второй раз за два месяца попал в больницу с сотрясением мозга, а после рассмотрения дела Контрольно-дисциплинарным комитетом ФФУ получил 10 матчей дисквалификации.
В феврале 2010 года отправился вместе с киевской «Оболонью» на сбор в Турции. Затем он перешёл в команду на правах свободного агента.
Летом 2011 года перешёл в донецкий «Шахтёр», подписав двухгодичный контракт.
В 2002—2006 годах выступал за юношескую сборную Украины (40 матчей). Участник Евро-2004 (до 17 лет, 3 матча).
11 октября 2011 года Александр дебютировал в сборной в матче Украина — Эстония. Он не пропустил ни одного мяча в свои ворота и смог отбить пенальти.
13 января 2012 года у Рыбки в крови был обнаружен запрещённый препарат — фуросемид, сам игрок сказал, что запрещённое вещество находилось в мочегонном средстве для похудения, которое он принимал. Само мочегонное средство допингом не является, но оно запрещено, так как помогает вывести из организма следы других, допинговых препаратов. До окончания разбирательства по делу футболист был отстранён от игр «Шахтёра». 30 января ему был вынесен вердикт: УЕФА отстранила футболиста от выступлений в официальных матчах на два года. Все апелляции были отклонены.
«Шахтёр» предложил Рыбке заключить новый контракт на 3 года, но Рыбка отказался, объяснив это тем, что в клубе серьёзный подбор вратарей и он вряд ли сможет конкурировать с ними за место в основе, и в августе покинул клуб. В сентябре 2012 года начал тренироваться вместе с футболистами команды «Оболонь», «Арсенал» (Киев), затем поддерживал форму в «Динамо».
1 ноября 2013 года официальный сайт «Динамо» (Киев) сообщил о том, что Рыбка оформил с клубом контракт сроком на три года. Соглашение вступает в силу с января 2014 года. 23 декабря 2016 официальный сайт киевлян отрапортовал о прекращении отношений с 29-летним стражем ворот. Контракт игрока с клубом завершился, и стороны договор не продлили. В декабре 2016 подписал двухлетний контракт с турецким клубом «Карабюкспор». В клубе стал основным голкипером, но после вылета команды из Суперлиги покинул клуб.
20 июля 2018 года стал игроком турецкого клуба «Афжет Афьонспор». Дебютировал 13 августа в выездном матче Первой лиги Турции против «Истанбулспора» (4:3, поражение «Афжета»). Первый матч «на ноль» отстоял 26 августа — на выезде против «Аданаспора» (0:2).
Спустя полгода, 30 января 2019 года, перешёл в азербайджанский клуб «Сабаил». Первый матч в футболке «Сабаила» провёл 2 февраля 2019 года, выйдя в стартовом составе в выездном матче чемпионата Азербайджана против «Кешли» (3:0). В августе 2020 года покинул команду. После этого Рыбка перешёл в латвийский клуб «Лиепая». Дебют в чемпионате Латвии состоялся 30 августа 2020 года в игре против «Тукумс 2000» (5:0).

## Достижения

### Командные
«Динамо» (Киев)
- Чемпион Украины (3): 2006/07, 2014/15, 2015/16
- Обладатель Кубка Украины (3): 2006/07, 2011/12, 2013/14, 2014/15
- Обладатель Суперкубка Украины: 2007

«Лиепая»
- Обладатель Кубка Латвии: 2020

«Шахтёр» (Донецк)
- Чемпион Украины: 2011/12
- Обладатель Кубка Украины: 2011/12

### Личные
- 2-е место в опросе на лучшего вратаря Украины по версии «Украинского футбола» 2011 (после Александра Шовковского)[20]

## Личная жизнь
20 сентября 2010 года Александр женился на своей возлюбленной Наталье, с которой встречался четыре года. А 11 февраля 2011 года в семье родилась дочка, которую назвали Дашей.